# Castillo de Pillnitz
El castillo de Pillnitz (en alemán: Schloss Pillnitz) es un palacio barroco restaurado en el extremo oriental de la ciudad de Dresde, en el estado alemán de Sajonia. Se encuentra a orillas del río Elba en el antiguo pueblo de Pillnitz. Fue la residencia de verano de muchos electores y reyes de Sajonia, y también es conocido por la Declaración de Pillnitz de 1791.
El complejo del castillo de Pillnitz consta de tres edificios principales, el palacio Wasser  (Wasserpalais), en la orilla del río, y el palacio Superior (Bergpalais) en la ladera, ambos edificios barrocos con elementos de chinoiserie; y el posterior palacio Nuevo (Neues Palais), de estilo neoclásico, que une los anteriores palacios en el lado este. Los edificios encierran un jardín barroco y están rodeados por un gran parque público.
Hoy, el palacio alberga el Museo de Artes y Oficios (Kunstgewerbemuseum) de las Colecciones de Arte del Estado de Dresde y un Museo del Palacio (Schlossmuseum).

## Historia

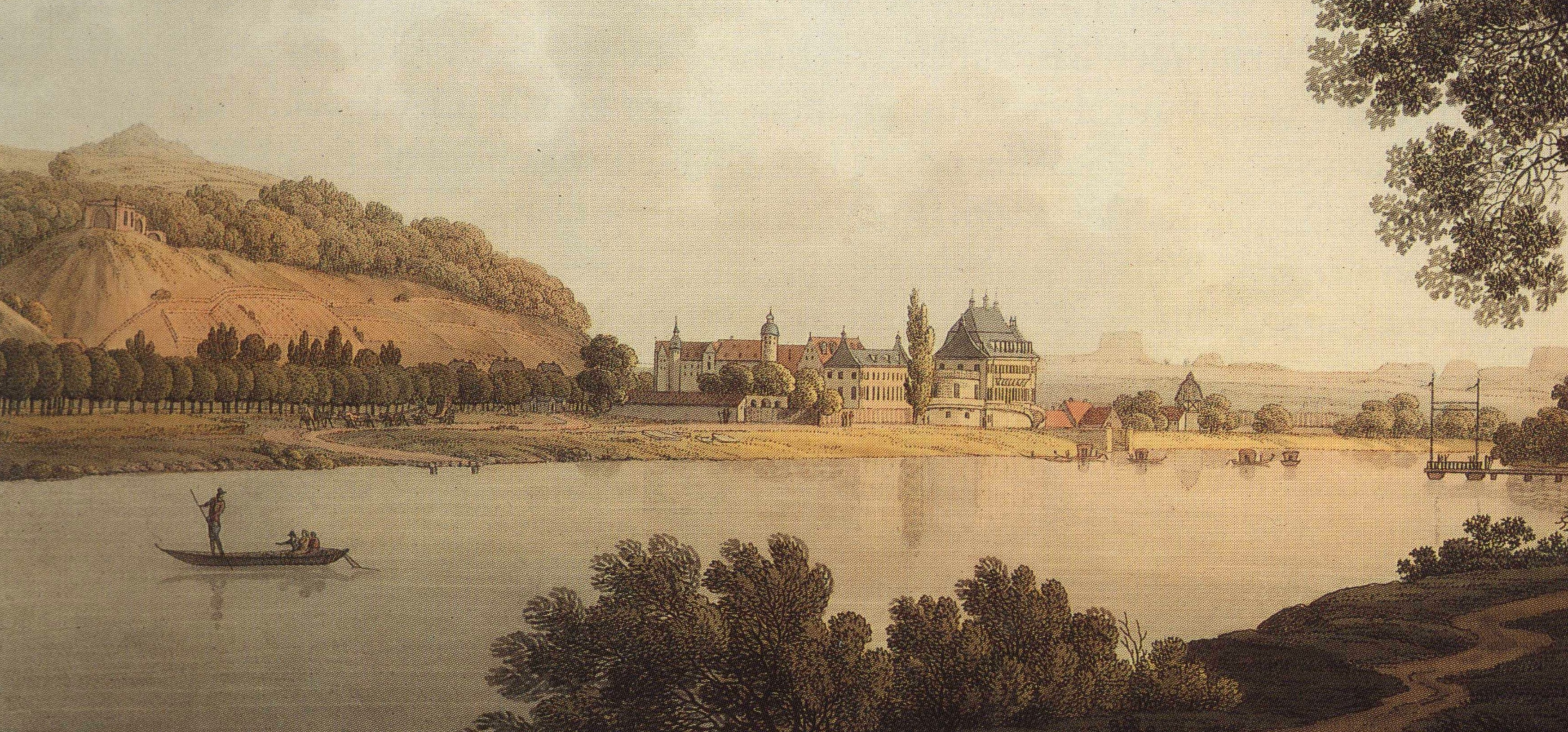
El castillo en 1800

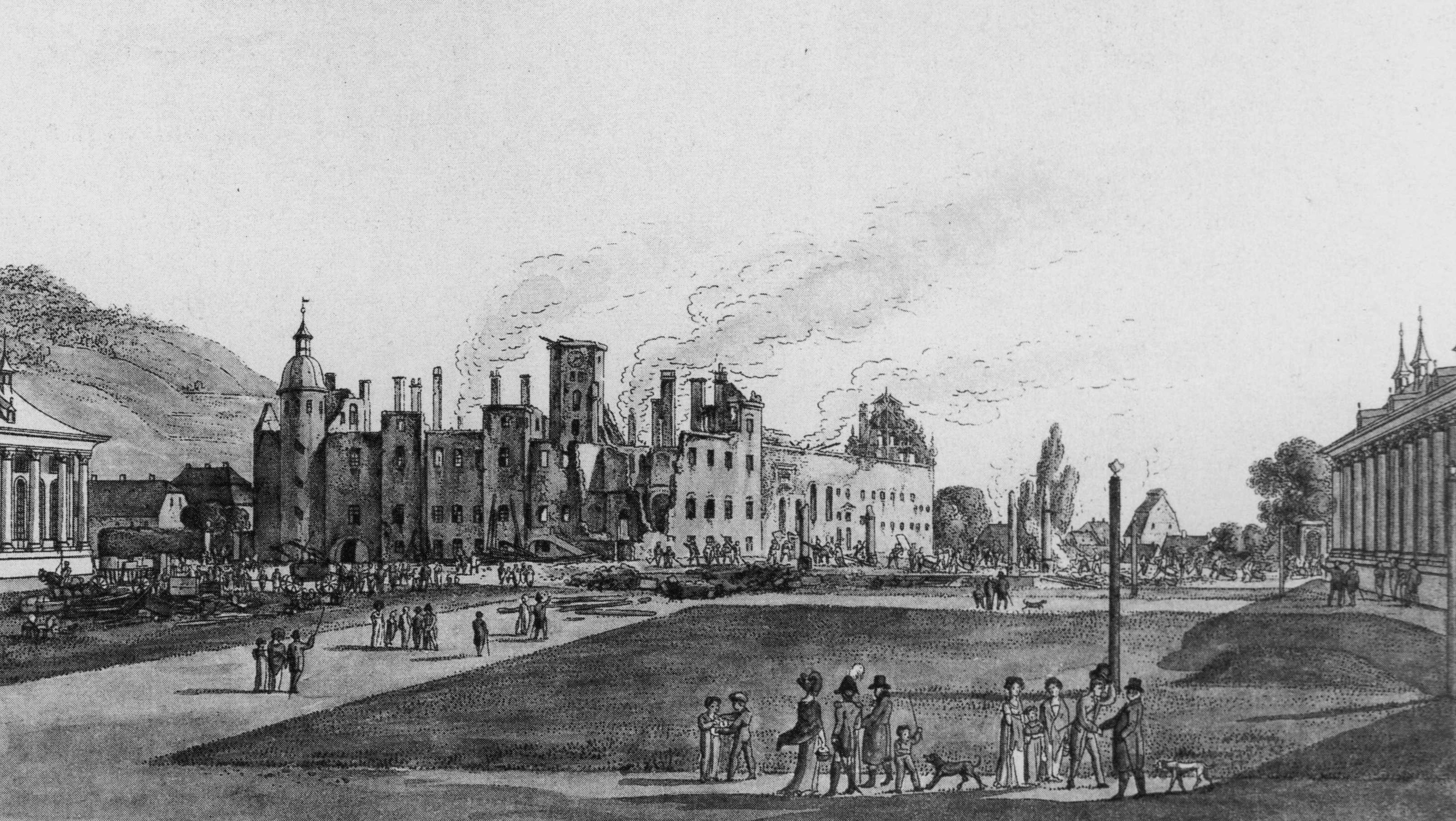
Ruinas del palacio de la condesa después del incendio de 1818

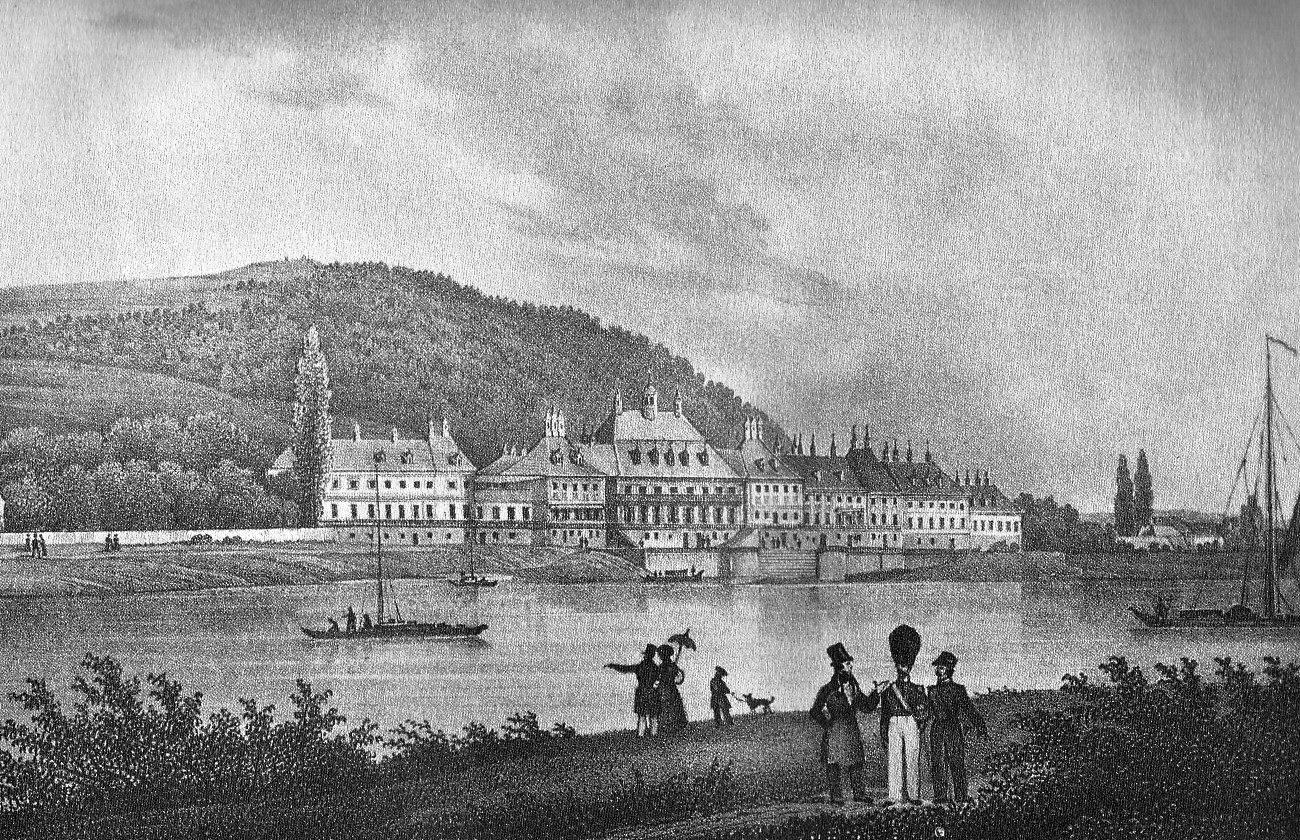
El castillo ca. 1850

En el siglo XIV, existía una modesta fortaleza residencial en el sitio del castillo actual. Se amplió en los siglos XVI y XVII a un edificio de cuatro alas. Fue adquirido por la casa de Wettin en 1694, cuando el elector Juan Jorge IV de Sajonia lo compró como regalo para su amante, Magdalena Sibylla de Neidschutz. Ambos murieron poco después. En 1706, el hermano de John George, Augusto II el Fuerte, cedió las edificaciones a una de sus numerosas amantes, Anna Constantia de Brockdorff, solo para rescindir el regalo después de que ella huyera a Berlín en 1715. Augusto II ordenó que fuera remodelado a un palacio de verano con elementos orientales para las festividades ribereñas, lo que requirió una extensa reconstrucción.
A partir de 1720, la primera iglesia y los edificios fueron reemplazados por elaborados palacios barrocos diseñados por Matthäus Daniel Pöppelmann y Zacharias Longuelune. Primero, en 1720-1721, el palacio Wasser (Wasserpalais) fue construido en la orilla del río según los planos de Pöppelmann. La escalera superior construida en el lado del Elba en 1722 se complementó en 1725 con escaleras de agua que forman un muelle de góndolas, diseñado por el arquitecto francés Zacharias Longuelune. En 1723-1724, se finalizó un complemento casi idéntico al palacio Wasser, el palacio Superior (Bergpalais).  Al mismo tiempo, se dispuso un jardín entre ambos palacios. La construcción continuó hasta 1725, con un enfoque en el estilo chinoiserie. Al parecer, Augusto perdió interés en su renovado palacio, interesándose por otros lugares.
En 1765, el elector Federico Augusto I de Sajonia, bisnieto de Augusto el Fuerte, convirtió Pillnitz en su residencia de verano. En ese momento, se añadieron un jardín inglés con un pabellón inglés, un jardín chino con un pabellón chino y una ruina artificial. Cuando el palacio de la condesa en el castillo de Pillnitz se incendió en 1818, Federico Augusto le pidió a su arquitecto, Christian Friedrich Schuricht, que diseñara uno nuevo en el mismo lugar en estilo neoclásico (Neues Palais), que se completó en 1826.
El castillo de Pillnitz fue utilizado como residencia de verano de la Casa de Wettin hasta 1918.

## Edificios

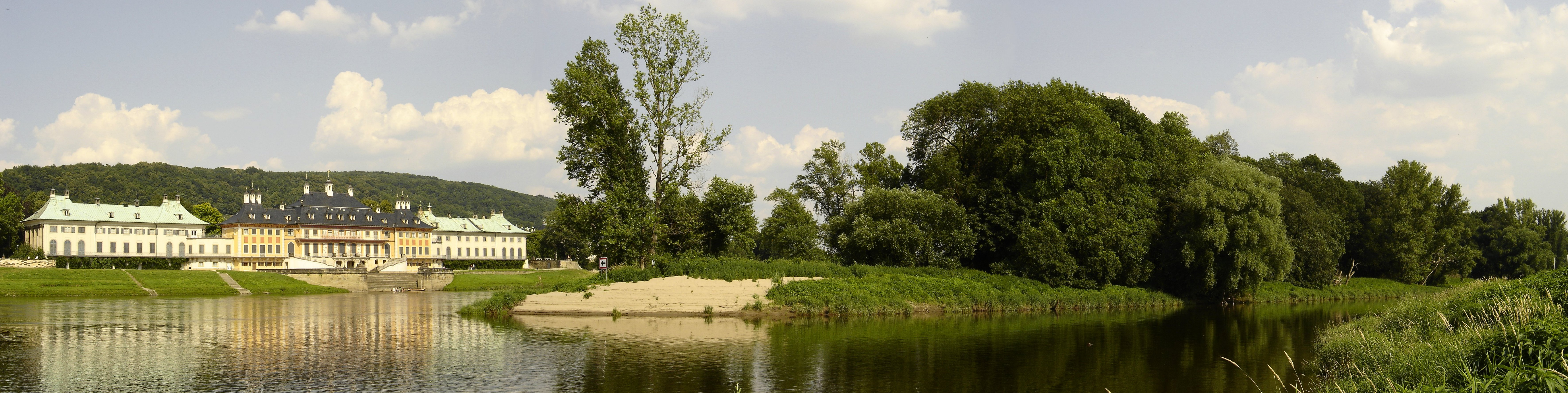
Riverside Palace, en primer plano, con la isla alargada y la reserva natural en el Elba.

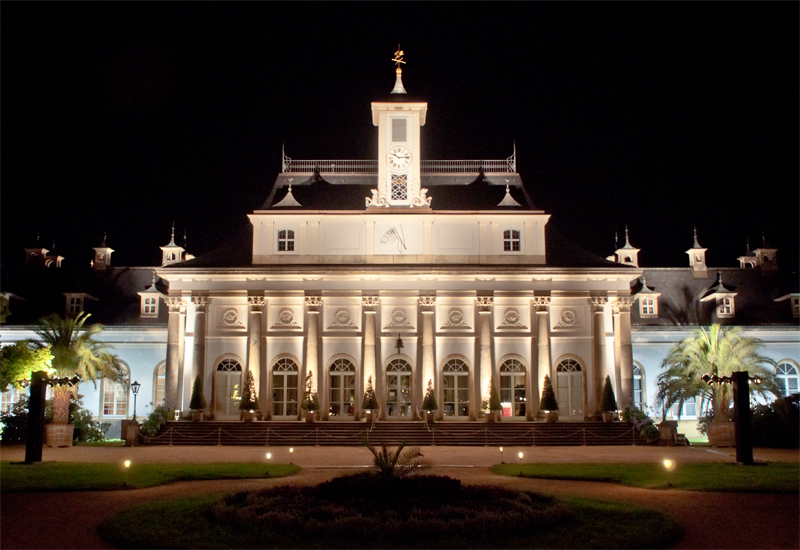
Vista nocturna del palacio Nuevo

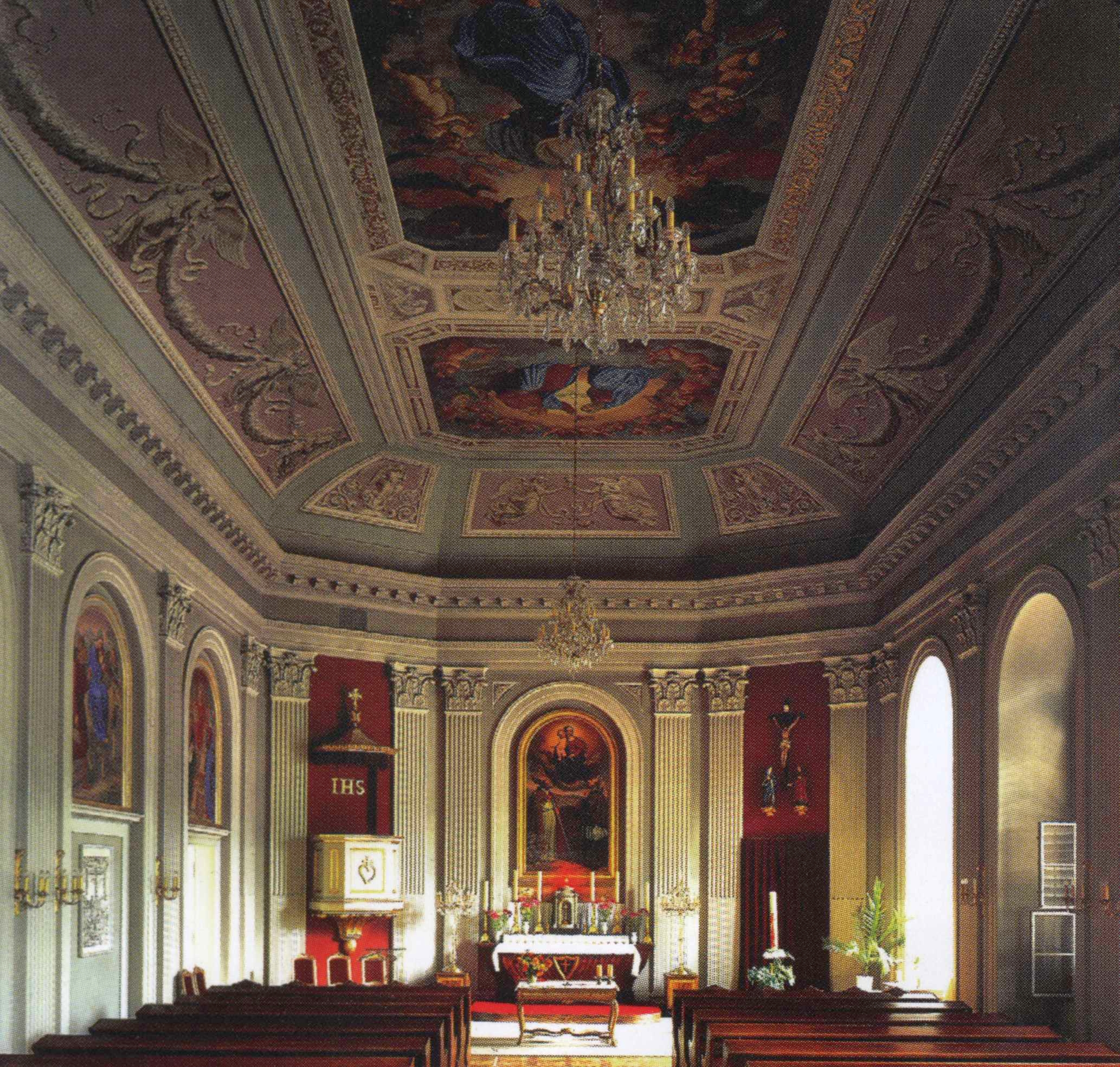
Interior de la capilla católica

Los edificios principales son el palacio Superior (Bergpalais), construido entre 1722 y 1723, y el palacio Wasser (Wasserpalais), construido entre 1720 y 1721. El palacio Wasser tiene elegantes escalones hasta el río. Los dos están conectados en el lado este por el palacio Nuevo (Neues Palais), construido en estilo neoclásico entre 1819 y 1826, después de que el palacio de la condesa se incendiara en 1818. El palacio Nuevo alberga la cocina real y una capilla católica. Los techos y molduras en cada uno de los edificios ejemplifican el estilo de influencia oriental, de moda durante ese período.
Hoy, el palacio Nuevo aloja el Museo del Palacio (Schlossmuseum) con una exposición permanente que presenta su agitada historia como una antigua residencia de verano real sajona.  Alberga el único salón abovedado neoclásico en Dresde, inaugurado en 1823. La cocina real muestra "máquinas de cocinar" y ollas y sartenes de cobre originales en su entorno histórico reconstruido. En ella, aproximadamente 27 empleados preparaban comidas para la familia real y su séquito. La capilla católica en el ala oriental del palacio Nuevo también forma parte del Museo del Palacio. Sus múltiples frescos del pintor de la corte, Carl Christian Vogel von Vogelstein, representan escenas de la vida de la Virgen María.
El palacio Superior y el palacio Wasser albergan el Museo de Artes y Oficios (Kunstgewerbemuseum) de las Colecciones de Arte Estatales de Dresde. Exhiben muebles, cerámicas y otros objetos del siglo XIII al XX, incluido el trono de Augusto II. Algunas de las salas de exposición conservan la decoración original.
El centro de visitantes está ubicado en el Alte Wache (Vieja Guardería), un pequeño edificio al este del palacio Nuevo.

## Jardín

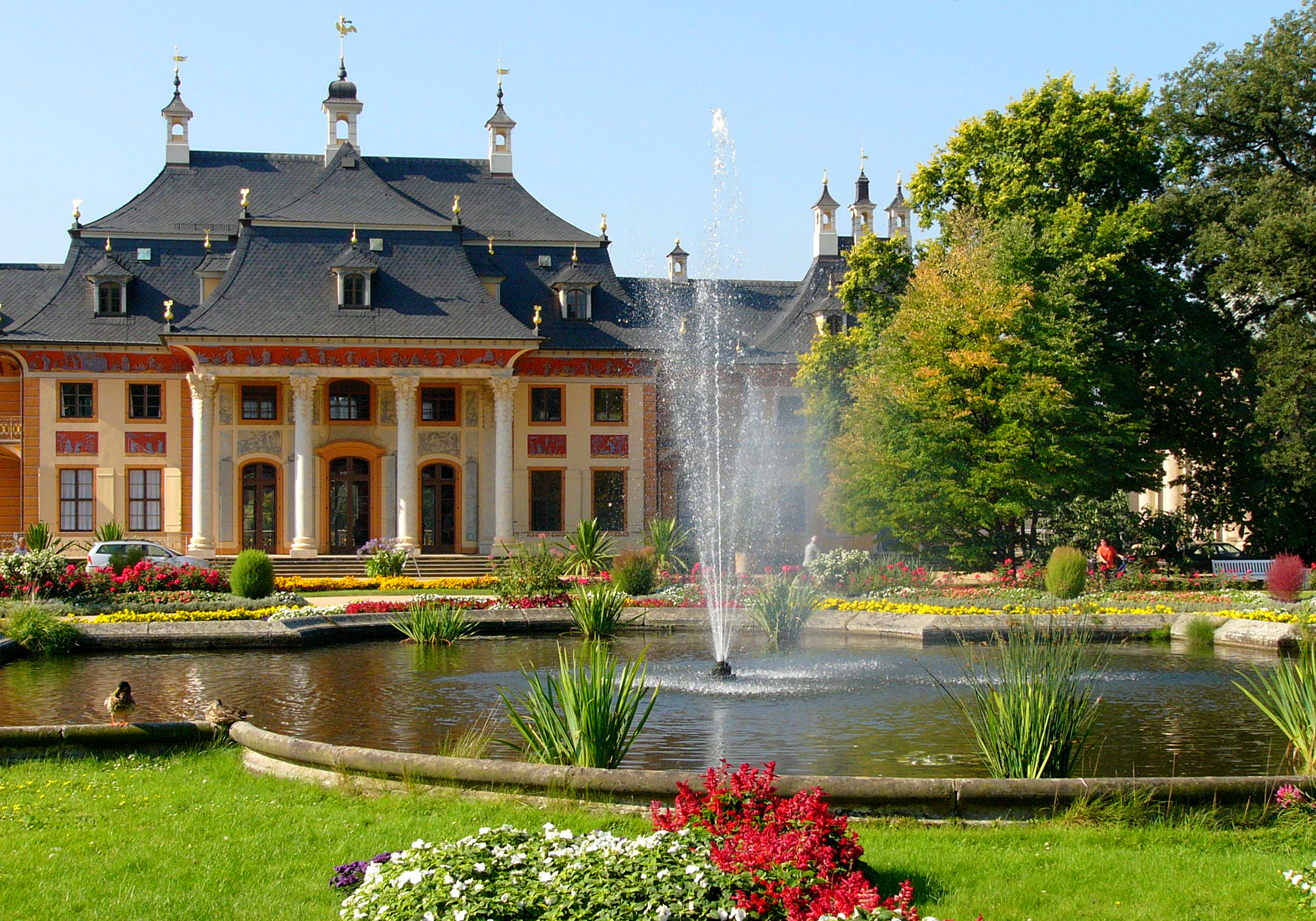
Palacio Superior con el jardín barroco y fuente

Los edificios rodean un jardín de flores barroco, cuya pieza central es un estanque con una gran fuente. A partir de esto, un paseo arbolado bordeado de castaños de aproximadamente 500 m de largo corre paralelo a la orilla del río, flanqueado por pequeños parterres con cobertura rectangular.
El parque de 28 hectáreas que rodea los edificios principales contiene atracciones botánicas de todo el mundo. Entre ellos se encuentra un árbol de camelia de más de 230 años, uno de los más antiguos de Europa. La tradición dice que Carl Peter Thunberg lo trajo desde Kioto a Kew Gardens en 1776. La Camellia japonica se trasplantó en su ubicación actual en 1801.  Se extiende 8,9 metros y, de febrero a abril, produce hasta 35.000 flores. Durante el invierno, el árbol está protegido por una pabellón de vidrio que se desplaza sobre rieles.
El parque también cuenta con un jardín inglés de finales del siglo XVIII con un pabellón inglés, un pabellón chino, un jardín de coníferas y un invernadero. El pabellón Inglés, construido en 1780, es una copia del Tempietto de Donato Bramante en Roma. Se encuentra al lado de un estanque en el jardín inglés. Una estatua con la cabeza de Juno Ludovisi, una réplica de la cabeza de mármol romana del siglo I d. C. que ahora se encuentra en el Museo Nacional de Roma, fue colocada en la isla del estanque en el jardín inglés en el siglo XIX. En 1804, se erigió un pabellón chino en el extremo norte del parque. Si bien los elementos chinos del castillo son solo decoraciones, este pequeño pabellón fue construido en el auténtico estilo chino. Las pinturas en las paredes interiores representan paisajes chinos reales.
También se muestra una réplica de la góndola real roja que Federico Augusto utilizaba para el transporte entre su residencia en Dresde, el palacio real y su sede en Pillnitz. Junto con su contraparte verde, la góndola roja original fue construida bajo la supervisión de Friedrich Schuricht alrededor de 1800. El deterioro de ambas góndolas requirió una restauración en 1954, cuando se construyó esa réplica utilizando partes de ambas embarcaciones.
La casa de palmeras fue construida entre 1859 y 1861. Con una superficie de 660 m y 93,7 m  de longitud, era el invernadero más grande de Alemania en ese momento.  Después de una extensa restauración completada en 2009, ahora alberga plantas de Australia y Sudáfrica.

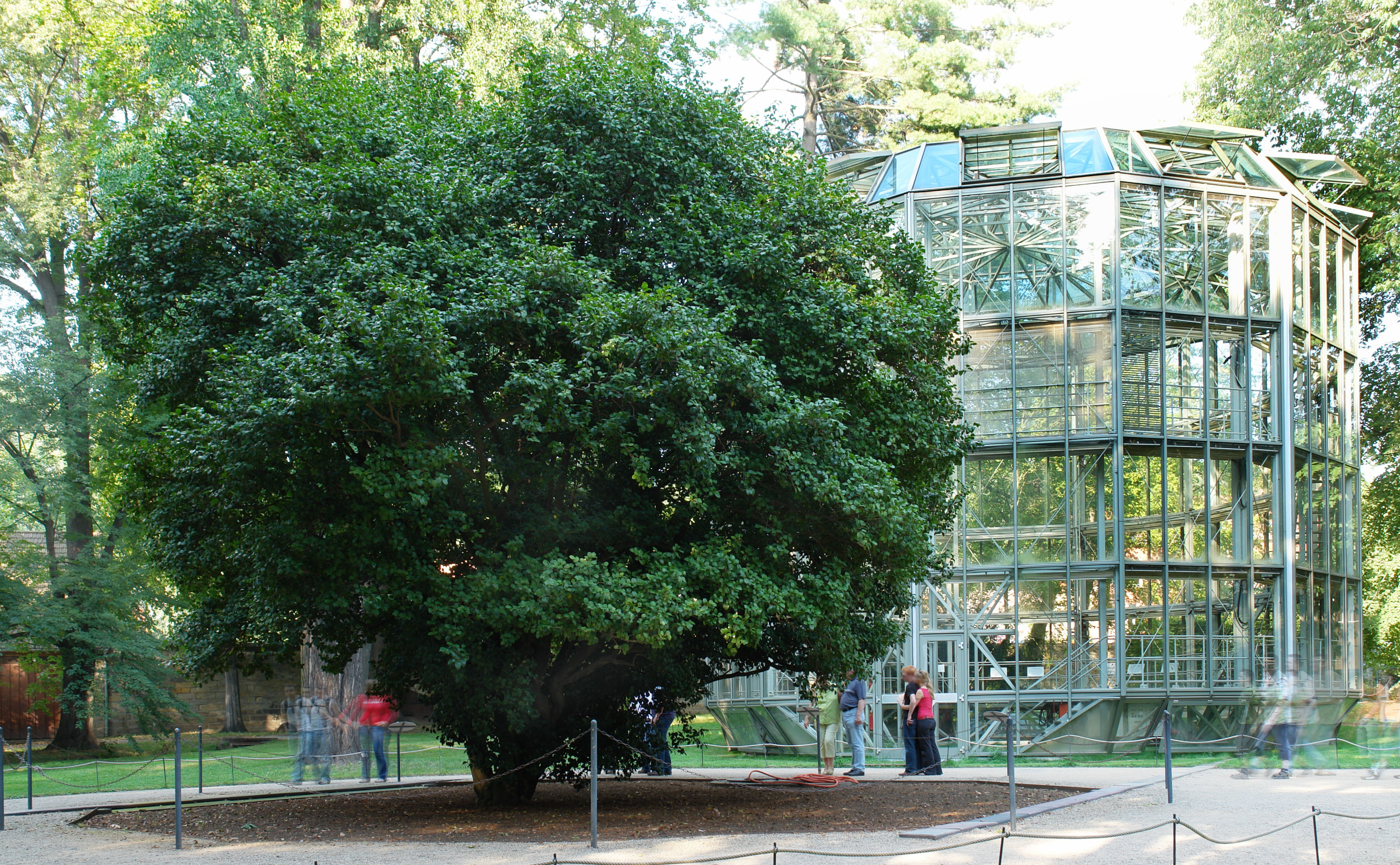
La camelia con el pabellón de vidrio sobre rieles que lo protege.
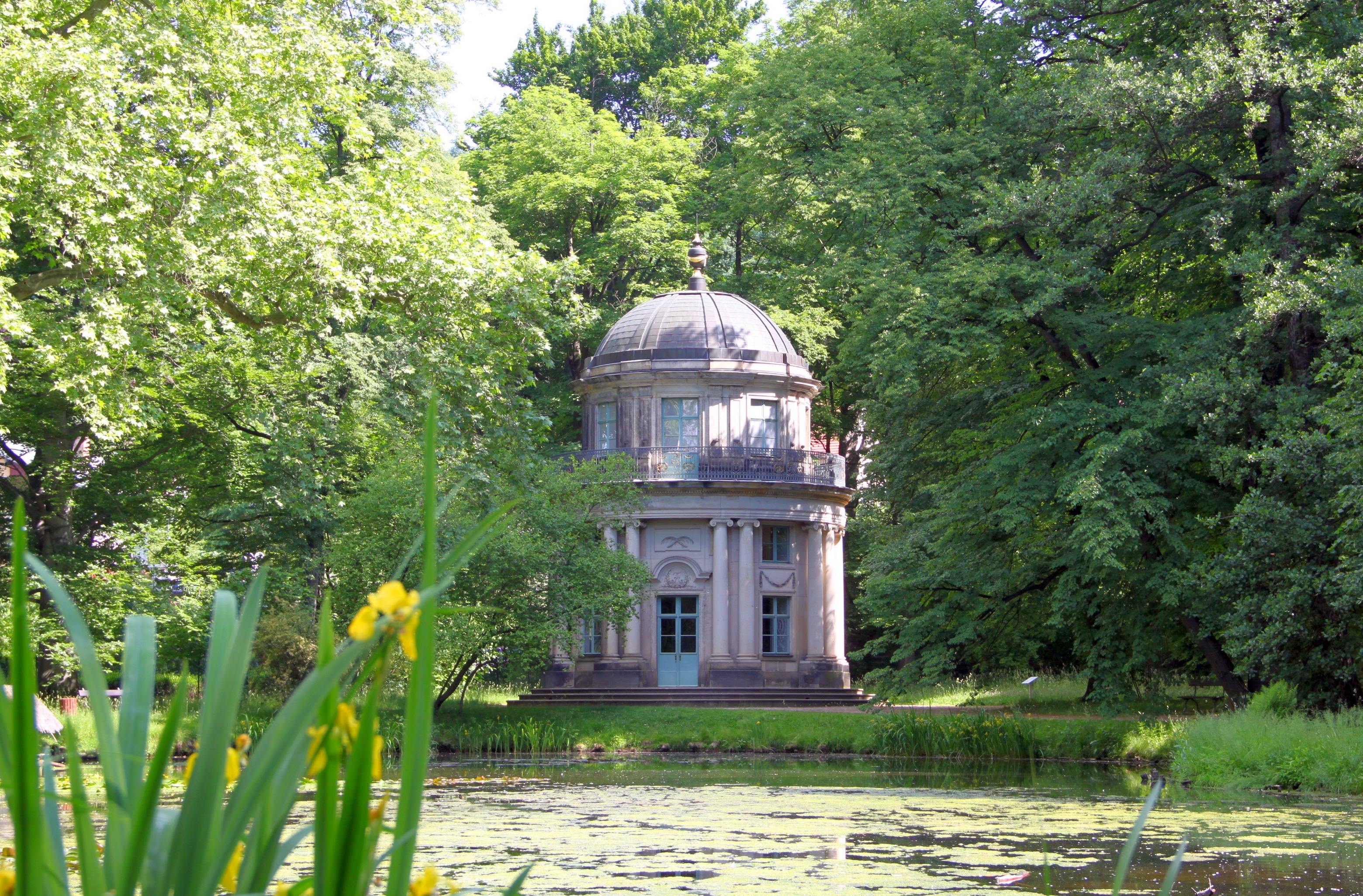
Pabellón inglés, réplica del Tempietto de Donato Bramante en Roma
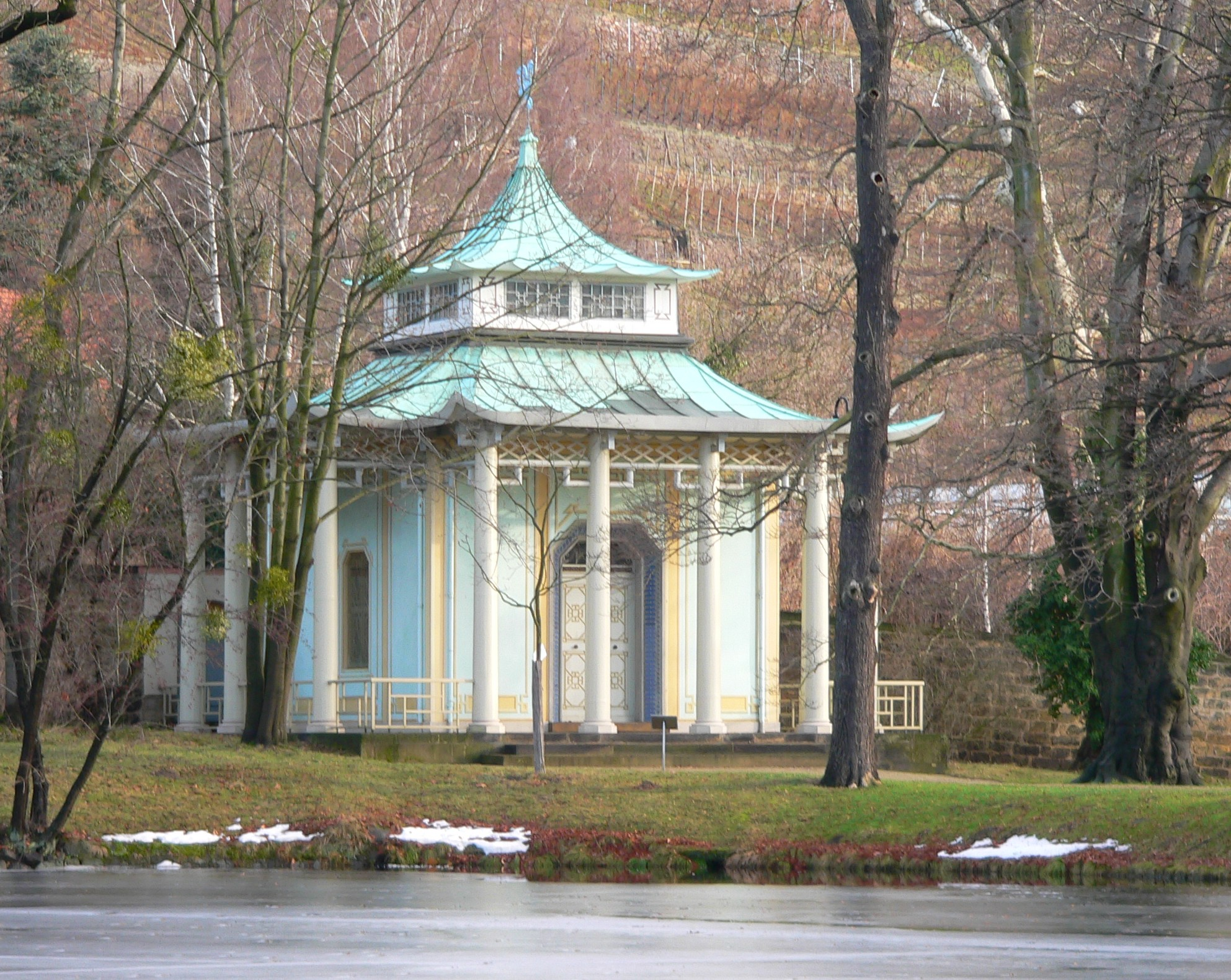
Pabellón chino
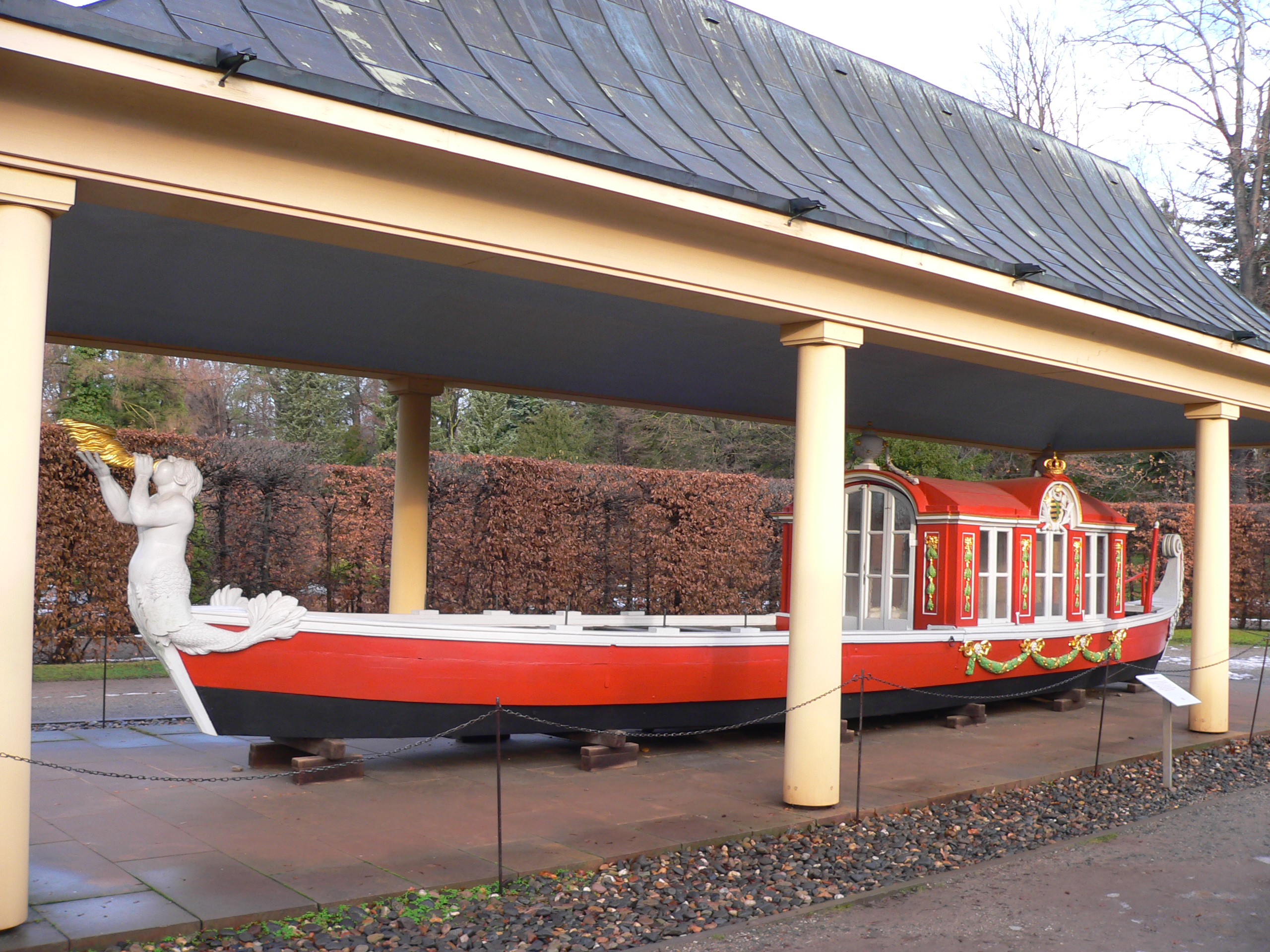
Góndola real